# Apeldoorn (gemeente)
| Gemeentegrenzen Wijkgrenzen Buurtgrenzen Autosnelweg Secundaire weg Spoorweg |  |  | ██ Geselecteerde gemeente ██ Bebouwd gebied ██ Bos of park ██ Binnenwater, rivier of kanaal |

Apeldoorn en omgeving

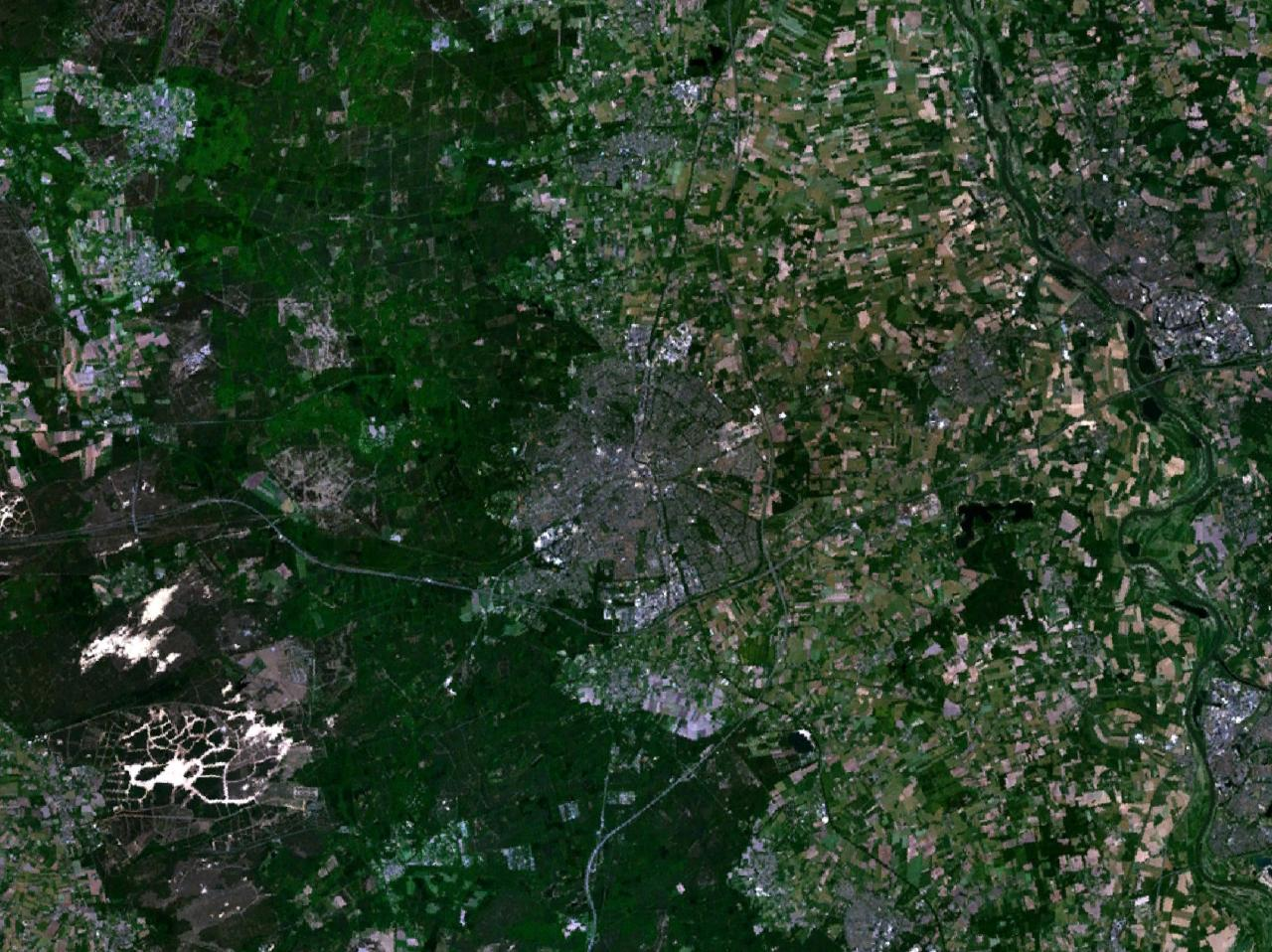
Satellietfoto Apeldoorn

Topografische gemeentekaart van Apeldoorn, september 2022

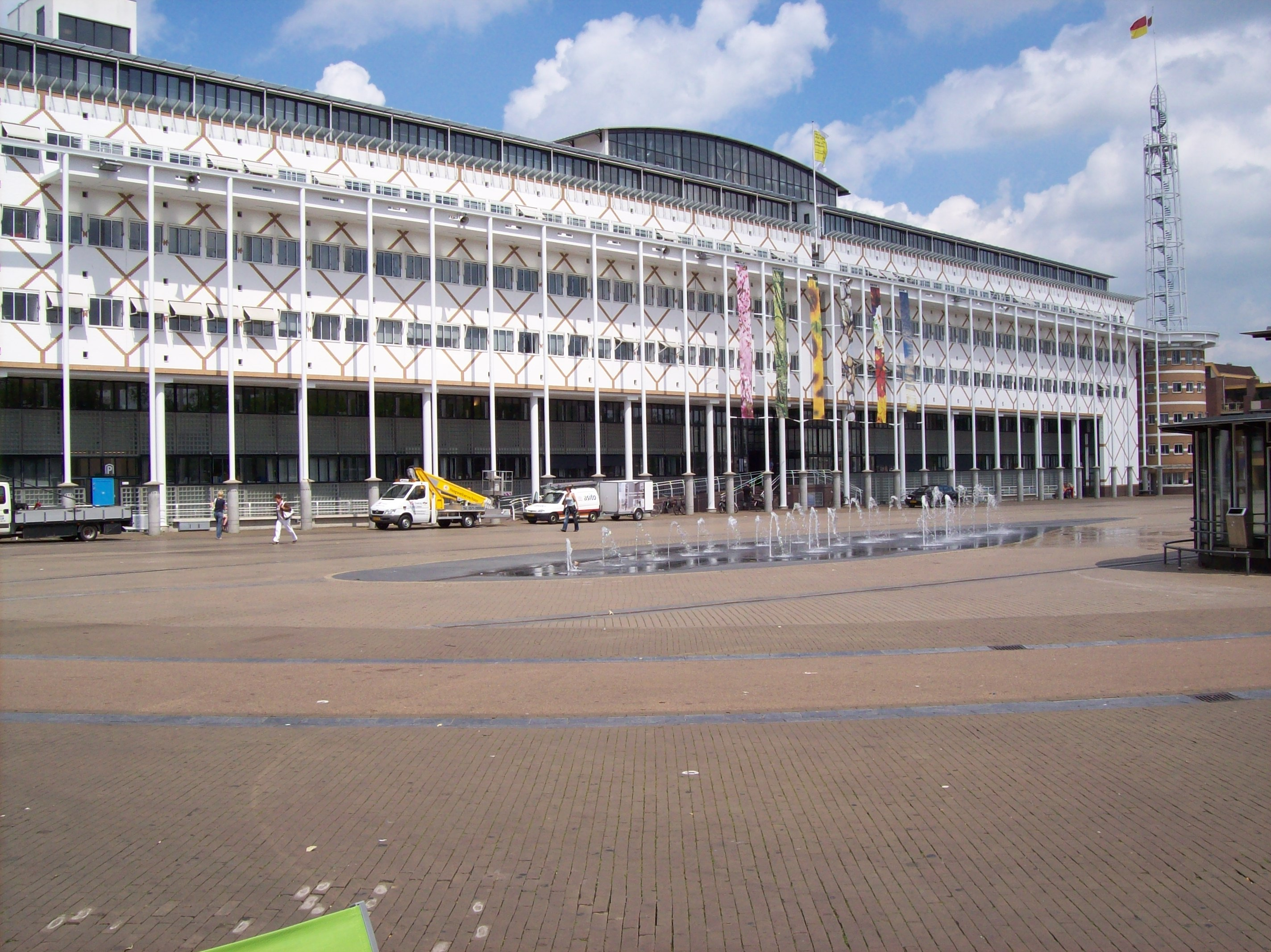
Stadhuis van Apeldoorn (2007)

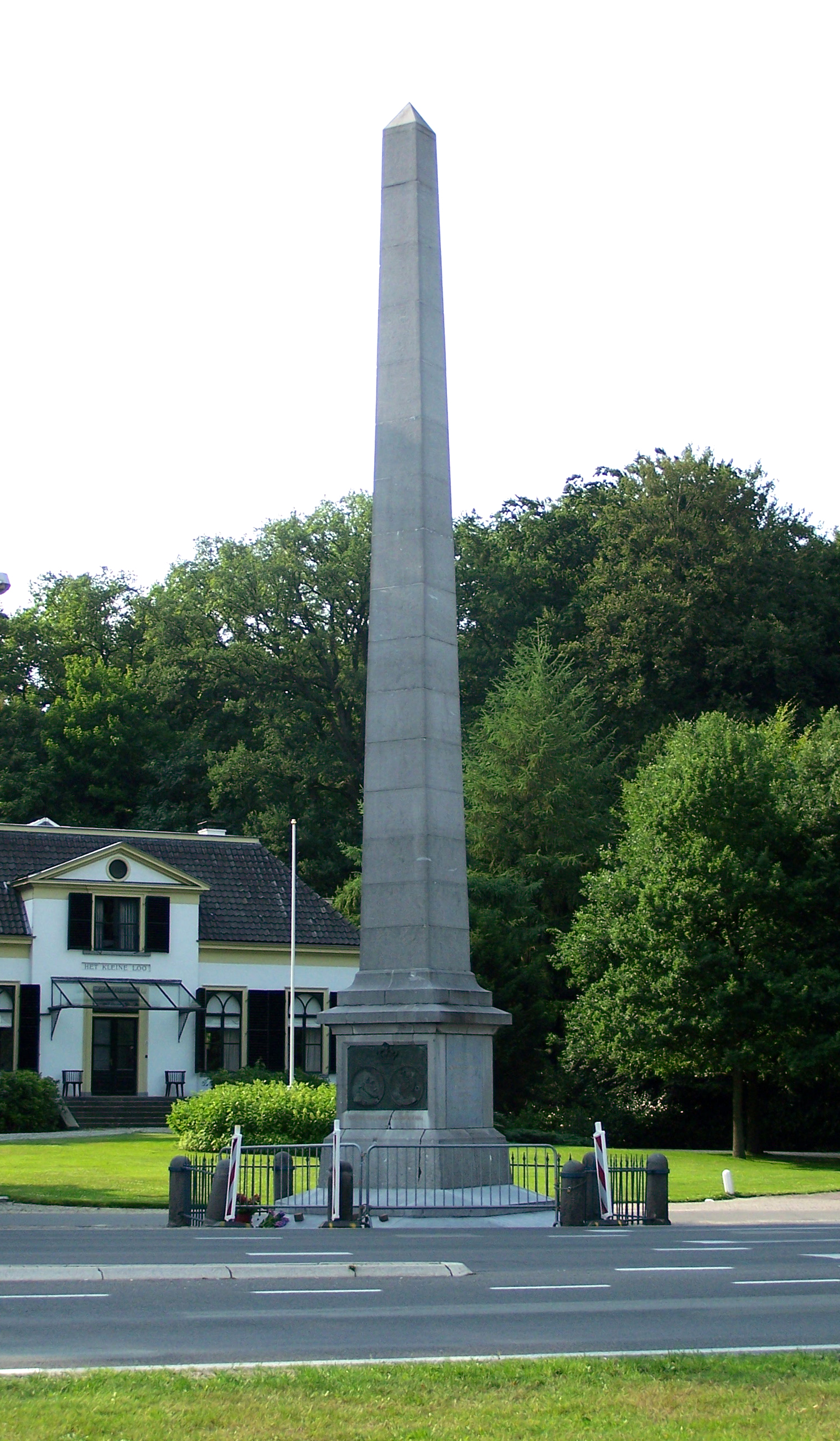
De Naald

Apeldoorn (uitspraakⓘ; Veluws: Apeldoorne) is een gemeente op de Veluwe in de Nederlandse provincie Gelderland. De hoofdplaats van de gemeente is de gelijknamige stad. De gemeente telt 168.211 inwoners en is hiermee qua inwonertal de elfde gemeente van Nederland. Het heeft een totale oppervlakte van 341,15 km², en staat hiermee op de negende plek van grootste gemeentes van Nederland en is de grootste in Gelderland. De gemeente bestaat voor 339,89 km² uit land en voor 1,26 km² uit water (22 november 2024, Bron: CBS).
Op 1 januari 1812 werden Loenen en Beekbergen als twee zelfstandige gemeentes afgesplitst van Apeldoorn. Op 1 januari 1818 werden de gemeentes alweer opgeheven en met Apeldoorn herenigd.
Een groot deel van het landelijke gebied van Apeldoorn kenmerkt zich door veel natuur. Het gehele westen van de gemeente is onderdeel van de oostflank van de Veluwe, met op de stuwwallen gelegen bossen en heidevelden. De hoogste heuvel in de gemeente is de Torenberg, met 107,1 meter.

## Indeling
Naast de stad Apeldoorn liggen in de gemeente Apeldoorn de volgende woonkernen:
| Woonplaats (BAG) | Inwoners 2023 |
| ---------------- | ------------- |
| Apeldoorn        | 141.255       |
| Beekbergen       | 4.925         |
| Beemte Broekland | 1.055         |
| Hoenderloo (*)   | 1.340         |
| Hoog Soeren      | 235           |
| Klarenbeek (**)  | 1.755         |
| Lieren           | 1.335         |
| Loenen           | 3.345         |
| Radio Kootwijk   | 100           |
| Uddel            | 3.435         |
| Ugchelen         | 6.310         |
| Wenum-Wiesel     | 2.110         |

(* Hoenderloo ligt ook gedeeltelijk in de gemeente Ede.)
(** Klarenbeek ligt ook gedeeltelijk in de gemeente Voorst.)
Andere kernen:
- Assel
- Engeland
- Gerritsflesch
- Groenendaal
- Hooilanden
- Nieuw-Milligen
- Oosterhuizen
- Woeste Hoeve
- Woudhuis

## Politiek

### Samenstelling gemeenteraad
De gemeenteraad van Apeldoorn bestaat uit 39 zetels. Hieronder de behaalde zetels per partij bij de gemeenteraadsverkiezingen sinds 1982.
| Partij                         | 1982 | 1986 | 1990 | 1994 | 1998 | 2002 | 2006 | 2010 | 2014 | 2018 | 2022 |
| ------------------------------ | ---- | ---- | ---- | ---- | ---- | ---- | ---- | ---- | ---- | ---- | ---- |
| VVD8                           | 10   | 8    | 6    | 7    | 8    | 6    | 6    | 6    | 5    | 6    | 6    |
| Lokaal Apeldoorn6              | -    | -    | -    | -    | -    | 7    | 4    | 4    | 35   | 5    | 6    |
| GroenLinks2                    | 2    | 1    | 2    | 3    | 3    | 3    | 4    | 3    | 3    | 3    | 4    |
| D669                           | 2    | 2    | 7    | 7    | 3    | 2    | 1    | 4    | 7    | 4    | 3    |
| ChristenUnie1                  | 1    | 1    | 1    | 2    | 3    | 2    | 3    | 3    | 5    | 4    | 3    |
| PvdA                           | 9    | 13   | 8    | 7    | 8    | 6    | 11   | 5    | 4    | 2    | 3    |
| CDA                            | 12   | 12   | 12   | 9    | 7    | 8    | 6    | 6    | 5    | 5    | 2    |
| SGP                            | 1    | 1    | 1    | 1    | 1    | 2    | 2    | 2    | 2    | 2    | 2    |
| PvdD                           | -    | -    | -    | -    | -    | -    | -    | 1    | 1    | 2    | 2    |
| SP4                            | -    | -    | -    | -    | -    | -    | -    | 24   | -    | 2    | 2    |
| Gemeentebelangen3,5            | 2    | 1    | 1    | 3    | 5    | 3    | 2    | 3    | 25   | 1    | 2    |
| WijApeldoorn                   | -    | -    | -    | -    | -    | -    | -    | -    | -    | -    | 2    |
| 50PLUS7                        | -    | -    | -    | -    | -    | -    | -    | -    | -    | 3    | 1    |
| FVD                            | -    | -    | -    | -    | -    | -    | -    | -    | -    | -    | 1    |
| Verenigde Senioren Partij      | -    | -    | -    | -    | -    | -    | -    | -    | 1    | -    | -    |
| Progressief Sociaal Apeldoorn4 | -    | -    | -    | -    | -    | -    | -    | -    | 1    | -    | -    |
| AOV/Unie 55+                   | -    | -    | -    | -    | 1    | -    | -    | -    | -    | -    | -    |
| Liberale Volkspartij Apeldoorn | -    | -    | 1    | -    | -    | -    | -    | -    | -    | -    | -    |
| Totaal                         | 39   | 39   | 39   | 39   | 39   | 39   | 39   | 39   | 39   | 39   | 39   |

Raadsgriffier
- Marit Stam (per maart 2024)

Opmerkingen:
1. De ChristenUnie deed tot en met 1998 mee onder de naam GPV-RPF. In 1982 deed alleen de RPF mee.
2. De voorlopers van GroenLinks deden tot en met 1986 mee met de gemeenschappelijke lijst PSP-PPR-CPN.
3. GemeenteBelangen deed tot en met 1990 mee onder de naam Binding Rechts.
4. Door het vertrek van SP-raadsleden ontstonden in 2011 de fracties Progressief Sociaal Apeldoorn en Democratische Partij voor Solidariteit, beide met één zetel.
5. De fractieleden van Gemeentebelangen splitsten zich in juli 2015 af van de partij en gingen verder als Lijst Hendrikse/Aksoy. In september van dat jaar fuseerde deze fractie met Leefbaar Apeldoorn tot de fractie Lokaal Apeldoorn (5 zetels).
6. Lokaal Apeldoorn bestond tot de fusie met Lijst Hendrikse/Aksoy in september 2015 onder de naam Leefbaar Apeldoorn.
7. In 2018 deden VSP en 50+ als één lijst mee met de verkiezingen. Eind november 2018 ontstond er onderling onenigheid en splitste de oud-voorzitter van de VSP (Hans Weevers) zich af. Hij ging verder onder de oude naam: Verenigde Senioren Partij.[4]
8. In april 2019 zette de fractie van VVD Apeldoorn het raadslid Tamara Kipp uit de fractie.[5] Tamara Kipp ging niet verder als zelfstandig raadslid. De VVD had op dat moment 5 zetels en 1 vacante zetel. Het eerder teruggetreden raadslid Lilian Haak werd door de kiesraad aangewezen als opvolger. Haak is teruggekeerd in de raad, echter niet voor de VVD maar als een zelfstandige fractie onder de naam: "Groei & Toekomst".[6]
9. In juni 2021 viel de fractie van D66 Apeldoorn uit elkaar. Drie raadsleden vertrokken en een raadslid bleef zitten maar werd later in verband met ziekteverlof vervangen. D66 had op dat moment nog maar 1 raadslid. De wethouder van D66, Maarten van Vierssen, die de eerder afgetreden wethouder Sandmann verving, is daarbij ook afgetreden.[7] De drie D66-raadsleden hebben zich gevoegd bij de fractie "Groei & Toekomst" en zijn verdergegaan onder de naam "WijApeldoorn".[8]

### Samenstelling college van B en W
- Burgemeester: Ton Heerts (PvdA) (sinds 18 december 2019)

College 2018-2022
Het college van burgemeester en wethouders bestond na de gemeenteraadsverkiezingen van 21 maart 2018 uit een coalitie van VVD, Lokaal Apeldoorn, CDA, D66 en GroenLinks. Op 18 mei 2018 was het nieuwe college rond. De wethouders namen elk een thema onder hun hoede:
- Jeroen Joon (52, VVD): Ruimte, Economie en Ondernemende Stad
- Wim Willems (48, Lokaal Apeldoorn): Burgerparticipatie en Revitalisering
- Nathan Stukker (38, CDA): Inclusieve Samenleving en Comfortabele Gezinsstad
- Maarten van Vierssen (52, D66): Duurzaamheid en Toeristisch Toplandschap
- Detlev Cziesso (57, GroenLinks): Financieel Gezond

Op 29 oktober 2019 werd bekend dat Mark Sandmann (D66) stopte als wethouder naar aanleiding van het Marktplein-debacle in Apeldoorn. Partijgenoot Maarten van Vierssen werd voorgedragen als zijn opvolger. Na het uiteenvallen van D66 stopte Van Vierssen als wethouder. De taken werden onder de resterende wethouders verdeeld.
College 2022-2026
Het college van burgemeester en wethouders bestaat na de gemeenteraadsverkiezingen van 14 tot 16 maart 2022 uit een coalitie van VVD, Lokaal Apeldoorn, GroenLinks, SGP en SP. Op 20 april 2022 werd het coalitieakkoord "Handen uit de mouwen en aan de slag!" ondertekend. De wethouders nemen elk een thema onder hun hoede. Op 21 april 2022 werd het nieuwe college benoemd en geïnstalleerd.
- Nick Derks (VVD): Economie, Brede Welvaart en Veiligheid, 1e locoburgemeester, stadsdeel Centrum
- Peter Messerschmidt (Lokaal Apeldoorn): Volkshuisvesting, Cultuur en Ruimtelijke Ordening, 2e locoburgemeester, stadsdeel Noordoost
- Danny Huizer (GroenLinks): Veluwe, Klimaat en Energie, 3e locoburgemeester, stadsdeel Zuidwest inclusief Ugchelen en Ugchelen Buiten
- Henk van den Berge (SGP): Financiën, Jeugd en Onderwijs, 4e locoburgemeester, dorpen Beemte Broekland, Wenum Wiesel, Hoog Soeren, Uddel, Radio Kootwijk
- Sunita Biharie (SP): Werk & Inkomen, Welzijn en Sport, 5e locoburgemeester, stadsdeel Zuidoost
- Anja Prins (VVD): Gezondheid, Inburgering en Zorg, 6e locoburgemeester, stadsdeel Noordwest
- Wim Willems (Lokaal Apeldoorn): Mobiliteit, Innovatie en Toerisme, 7e locoburgemeester, dorpen Klarenbeek, Lieren, Hoenderloo, Beekbergen, Loenen, Oosterhuizen

Op 10 november 2022 kondigde Wim Willems (Lokaal Apeldoorn) aan dat hij per 1 december 2022 zou stoppen als wethouder. Op 8 december werd bekendgemaakt dat Marco Wenzkowski (Lokaal Apeldoorn) zijn taak overneemt met grotendeels dezelfde portefeuilles. Op 5 september 2023 vertrok Jeroen Joon (VVD) per direct als wethouder, omdat hij vanaf die datum aangesteld is als waarnemend burgemeester van de gemeente Harderwijk. Joon werd op 12 oktober vervangen door Nick Derks, die daarvoor wethouder was in de gemeente Wijchen.
Gemeentesecretaris/Algemeen directeur
- Symone de Bruin (1 juni 2023)

### Bestuurlijke indeling

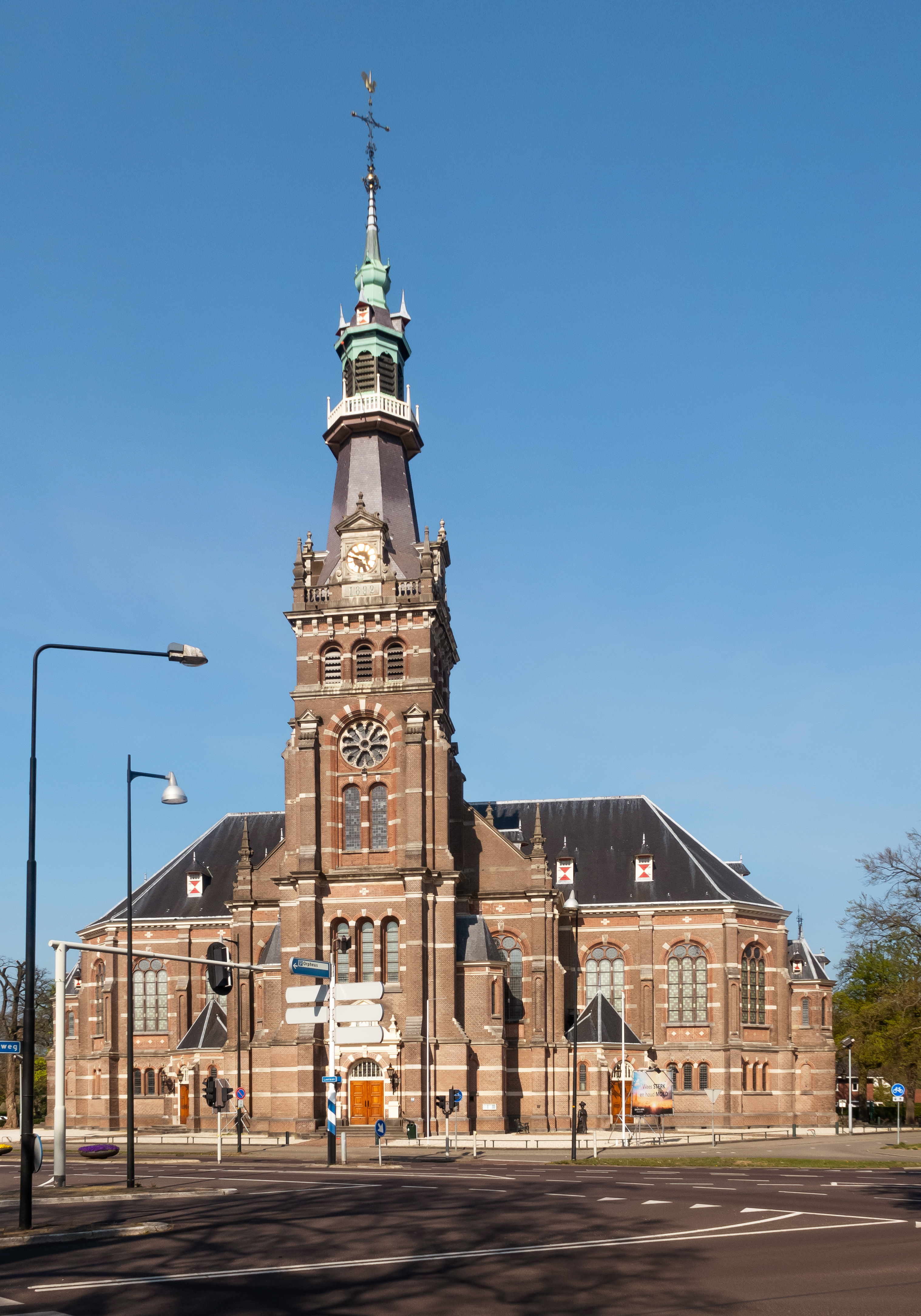
Grote Kerk in Apeldoorn

De gemeente Apeldoorn is bestuurlijk verdeeld in zes stadsdelen:
- Stadsdeel Binnenstad
- Stadsdeel Noordwest
- Stadsdeel Zuidwest
- Stadsdeel Noordoost
- Stadsdeel Zuidoost
- Stadsdeel Dorpen

7 dorpen en het buitengebied van de gemeente Apeldoorn vallen, bestuurlijk gezien, onder één wethoudersportefeuille.
De burgemeester heeft de Binnenstad in zijn portefeuille. De 5 stadsdelen zijn verdeeld over de wethouders. In de stadsdelen en dorpen participeren 23 wijk- en dorpsraden die de belangen van hun bewoners behartigen.

## Verkeer en vervoer

### Trein
Apeldoorn heeft 3 treinstations: station Apeldoorn, station Apeldoorn De Maten en station Apeldoorn Osseveld. Vanaf deze stations zijn er verbindingen in de richtingen Deventer, Amersfoort Centraal en Zutphen. In de gemeente Voorst ligt station Klarenbeek, op de lijn Apeldoorn - Zutphen, dat het deels in de gemeente Apeldoorn liggende dorp Klarenbeek bedient.

### Bus
Het busvervoer in de gemeente Apeldoorn wordt verzorgd door EBS en Hermes onder de naam RRReis.

## Partnersteden
De stad Burlington in Canada is partnerstad van Apeldoorn en met Yichang in China is een overeenkomst ondertekend die vooral op economische samenwerking is gericht. Verder wordt als stedenband aangemerkt de samenwerking met en hulpverlening aan de door de tsunami van 26 december 2004 getroffen Indonesische stad Banda Atjeh.
Tussen omstreeks 1963 en 1990 had Apeldoorn contact met de partnersteden:
- Gagny (Frankrijk)
- Gladsaxe (Denemarken)
- Minden (Duitsland)
- Sutton (Verenigd Koninkrijk)
- Wilmersdorf (Duitsland)

Naar de laatste vier zijn straatnamen in industriegebied Kuipersveld vernoemd.

## Aangrenzende gemeenten
| Aangrenzende gemeenten | Aangrenzende gemeenten | Aangrenzende gemeenten | Aangrenzende gemeenten | Aangrenzende gemeenten |
| ---------------------- | ---------------------- | ---------------------- | ---------------------- | ---------------------- |
| Ermelo Nunspeet        |                        | Epe                    |                        |                        |
|                        |                        |                        |                        |                        |
| Barneveld              | Voorst                 |                        |                        |                        |
|                        |                        |                        |                        |                        |
| Ede                    |                        | Rozendaal Arnhem       |                        | Brummen                |

## Monumenten
In de gemeente zijn een aantal rijksmonumenten, gemeentelijke monumenten en oorlogsmonumenten, zie:
- Lijst van rijksmonumenten in Apeldoorn (gemeente)
- Lijst van rijksmonumenten in Apeldoorn (stad)
- Lijst van gemeentelijke monumenten in Apeldoorn (gemeente)
- Lijst van gemeentelijke monumenten in Apeldoorn (plaats)
- Lijst van oorlogsmonumenten in Apeldoorn